# Gerbstedt
Gerbstedt är en stad i Landkreis Mansfeld-Südharz i förbundslandet Sachsen-Anhalt i Tyskland.
Staden bildades den 1 januari 2010 genom en sammanslagning av de tidigare kommunerna  Augsdorf, Friedeburgerhütte, Hübitz, Gerbstedt, Ihlewitz, Rottelsdorf, Siersleben, Welfesholz och Zabenstedt i en ny stad Gerbstedt följt av Freist, Friedeburg (Saale) och Heiligenthal den 24 januari 2010
|  |
|  |